# John Heath (cầu thủ bóng đá)
John Heath (sinh ngày 5 tháng 6 năm 1936) là một cầu thủ bóng đá người Anh, từng thi đấu ở vị trí thủ môn tại Football League cho Bury, Tranmere Rovers và Rochdale.